# Bremer Werkstätten für kunsthandwerkliche Silberarbeiten

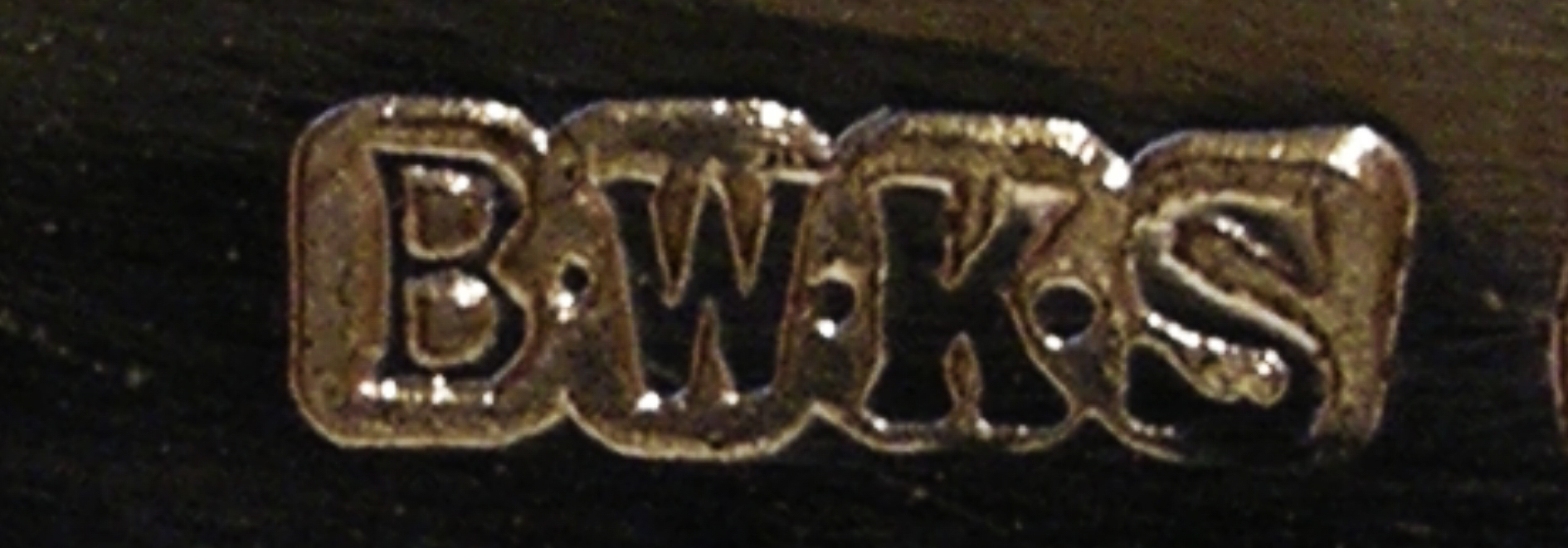
Silberstempel der BWKS, um 1925

Die Bremer Werkstätten für kunsthandwerkliche Silberarbeiten (B.W.K.S) sind ein von Wilhelm Schulze 1920 in Bremen-Walle etabliertes Unternehmen zur Herstellung von silberner Korpusware und anderen Metallarbeiten.

## Geschichte
Der Ziseleur Wilhelm Schulze (1873–1947) aus Bremen hatte nach seiner Lehre bei Koch & Bergfeld von 1895 bis 1920 in der Silberwarenmanufaktur David-Andersen im norwegischen Kristiania (heute Oslo) gearbeitet und war dann zurückgekehrt, um eine Fabrikationsstätte und Niederlassung in Bremen zu leiten. Die in der Gröpelinger Heerstraße 15 aufgebaute Werkstatt übernahm er schon im Folgejahr ganz in eigener Regie. Seine Einzelanfertigungen und Kleinserien nahmen gern Elemente des skandinavischen Silberstils mit seinen stilisierten organischen Motiven auf. Auf der Weltausstellung Paris 1937 erhielt das Unternehmen eine Goldmedaille. Obwohl jünger und kleiner als die großen, traditionsreichen Bremer Hersteller Wilkens & Söhne und Koch & Bergfeld schuf die BWKS sich einen überregionalen, partiell auch internationalen Absatzmarkt. Nach den Beschränkungen und Zerstörungen des Zweiten Weltkrieges und dem Tod des Gründers baute sein Sohn Richard Schulze (1902–1988) ab 1947 die Werkstätten am gleichen Ort wieder auf.
Zum Erfolg trug bei, dass ab den 1950er Jahren der Produktionszweig Kirchensilber ein großes Gewicht bekam. Die Bundeswehr wurde ein wichtiger Auftraggeber Reparaturen und Restaurierungen sowie Arbeiten in Messing sind seitdem ein weiteres Arbeitsfeld. Als externe Entwerfer für das Unternehmen sind Wolfgang Tümpel und Friedrich Marby zu nennen. 1981 ging die Leitung mit Björn Schulze (* 1947) an die Enkelgeneration über.

## Silbermarken
Die Manufaktur stempelt ihre Arbeiten mit der Marke BWKS, bei älteren Arbeiten sind die Buchstaben der Silbermarke noch durch Punkte getrennt. Seit 1994 wird für Silber auch ein Stempel verwendet, der im „S“ eine stilisierte Reichskrone und einen waagrecht liegenden Halbmond umschließt, versilberte Arbeiten tragen ausschließlich den „BWKS“-Stempel.
Das System der älteren Modellnummern dieser Manufaktur sei am Beispiel der eingestempelten Nr. 1289/20 erläutert: 12=Leuchter; 89=der 89. Entwurf oder Muster eines solchen; 20=die 20. Ausführung dieses Leuchtermusters.